# Пеньков, Максим Михайлович
Максим Михайлович Пеньков (род. 24 мая 1962, Жданов, Донецкая область, УССР, СССР) — советский и российский военачальник, генерал-лейтенант (20.02.2020). Лауреат премии Правительства Российской Федерации в области науки и техники, доктор технических наук, профессор. Начальник Военно-космической академии имени А. Ф. Можайского (2014—2022).

## Биография
Окончил Военный инженерный Краснознамённый институт имени А. Ф. Можайского в 1984 году.
С 1984 по 1987 год — служба на космодроме Байконур на должностях инженера отделения и инженера-испытателя.
С 1987 по 1990 год — адъюнкт Военной инженерной космической академии имени А.Ф. Можайского.
С 1990 по 1998 год — преподаватель 18 кафедры «Термодинамики и криогенной техники» академии.
С 1998 по 2001 год — докторант академии.
С 2002 по 2009 год — начальник 18 кафедры «Термодинамики и криогенной техники» Военно-космической академии имени А.Ф. Можайского.
С 2009 по 2014 год — заместитель начальника Военно-космической академии имени А. Ф. Можайского по учебной и научной работе. Генерал-майор (2013).
С 23 апреля 2014 года — начальник Военно-космической академии имени А. Ф. Можайского. Освобождён от занимаемой воинской должности и увольнении в запас 24 марта 2022 года.
Доктор технических наук. Профессор. Лауреат премии Правительства Российской Федерации в области науки и техники. Генерал-лейтенант (2020).

## Семья
Женат. Воспитывает сына.

## Награды
Медали:
- «В память 300-летия Санкт-Петербурга»
- «За отличие в воинской службе» 1 степени
- «70 лет Вооружённых Сил СССР»
- «За воинскую доблесть» 1, 2 степеней
- «За отличие в военной службе» 1, 2 степеней
- «200 лет Министерству обороны»
- «За участие в военном параде в День Победы»
- «За службу в Космических войсках»
- «За достижение в области развития инновационных технологий»
- «За безупречную службу» 3 степени
- «За службу в Воздушно-космических силах» (2022)[6]

## Воинские звания
- лейтенант (1984)
- старший лейтенант (1986)
- капитан (1989)
- майор (1993)
- подполковник (1997)
- полковник (2002)
- генерал-майор (2013)
- генерал-лейтенант (20.02.2020)